# Краббе, Тим
Тим Краббе́ (нидерл. Tim Krabbé, МФА: [ˈtɪm krɑ'beː], род. 13 апреля 1943, Амстердам) — нидерландский шахматист, писатель и журналист.
Старший брат киноактёра Йеруна Краббе. Отец Мартен (Maarten Krabbé, 1908—2005) и дед Хендрик Мартен (Hendrik Maarten Krabbé, 1868—1931) были художниками, мать Маргрет (Margreet Reiss) была переводчиком и писательницей. Женат на Лиз Краббе, у них есть сын Эзра.
Увлекался актёрским искусством, изучал психологию в Амстердамском университете. С 1967 года начал свою карьеру как журналист и писатель. Первый роман (De Renner) опубликовал в 1978 году. Его самая известная повесть — «Золотое яйцо» (Het Gouden Ei, 1984) — была экранизирована в 1988 году («Исчезновение»). Вторая экранизация снята в Голливуде в 1993 году.

## Произведения
- 1967 — «De werkelijke moord op Kitty Duisenberg» (роман)
- 1970 — «Flanagan of het einde van een beest» (роман)
- 1972 — «Fischer schaak-biografie» («Шахматная биография Фишера»)
- 1973 — «Vijftien goede gedichten» (стихотворения)
- 1974 — «Schaakkuriosa» (шахматы)
- 1975 — «Red desert penitentiary» (новелла)
- 1977 — «Nieuwe schaakkuriosa» (шахматы)
- 1978 — «De stad in het midden» (рассказы)
- 1978 — «De Renner» (роман)
- 1980 — «Vier wielerverhalen» (рассказы)
- 1984 — «43 Wielerverhalen» (рассказы)
- 1984 — «Het Gouden Ei» (роман)
- 1985 — «Chess curiosities» (шахматы)
- 1986 — «De man die de Babson task wilde maken» (эссе о шахматах)
- 1989 — «De scherprechter van Korfoe» (рассказ)
- 1991 — «De matador en andere verhalen» (рассказы)
- 1994 — «Vertraging» (роман)
- 1995 — «De paardentekenaar» (рассказы)
- 1996 — «De verdwenen verdwijning en andere verhalen» (рассказы)
- 1997 — «De Grot» (роман)
- 1998 — «Mooi verhaal 1998» (рассказы)
- 2002 — «Kathy’s dochter» (роман)
- 2004 — «Drie Slechte Schaatsers» (новелла)
- 2005 — «Een Goede Dag voor de Ezel» (роман) (номинация на премию Золотой дуриан за худший нидерландский роман)
- 2007 — «Marte Jacobs» (роман)